# Metar u sekundi
Metar u sekundi (oznaka m/s, m s-1) je SI izvedena jedinica za brzinu. Definira se kao brzina pri kojoj se 1 metar prijeđe u vremenu od 1 sekunde.
Primjeri manjih i većih jedinica su mm/s, cm/s, km/s itd.

## Konverzija u druge jedinice za brzinu
- 1 m/s = 3,6 km/h.

Konverzija iz metra u sekundi u kilometar na sat, ili obrnuto, se računa na sljedeći način:
- m/s (x) → km/h (y) : x * 3,6 = y
- km/h (y) → m/s (x) : y / 3,6 = x

Npr. 20 m/s u km/h: 
20 x 3,6 = 72 km/h 
Npr. 150 m/s u km/h: 
150 x 3,6 = 540 km/h 
Npr. 500 m/s u km/h: 
500 x 3,6 = 1800 km/h 
Npr. 90 km/h u m/s: 
90 / 3,6 = 25 m/s

## Poveznice
- km/h
- Brzina
- Brzina oslobađanja